# Isla de Tambo
La isla de Tambo (en gallego, Illa de Tambo) es una isla gallega de la provincia de Pontevedra, situada en medio de la ría de Pontevedra, ya en su parte final, entre a la villa de Marín y el municipio de Poyo. Tiene una superficie de 28 hectáreas y alcanza los 80 metros de altitud. Es ovalada y tiene una típica forma piramidal completamente cubierta de arbolado, especialmente eucaliptos. Por el sur tiene una pequeña península (llamada O Tenlo) que parece casi una isla vista desde tierra y que cuenta con un viejo faro (faro de Tenlo Chico) mandado construir en 1916 y que se iluminó por primera vez el 30 de noviembre de 1922. El faro emite luz blanca de ocultaciones equidistantes y un alcance no menor de 15 millas náuticas, luciendo a 38 metros de altura sobre la bajamar. Tambo cuenta con dos playas unidas en la parte norte de la isla y con tres pequeños embarcaderos.
La isla fue de uso castrense desde mediados del siglo XX hasta 2002, cuando quedó oficialmente desmilitarizada.[cita requerida] Entre las instalaciones militares había un polvorín subterráneo de la Marina, hoy abandonado y en ruinas. Tiene varias casitas en la costa norte, alguna barraca y la casa del oficial donde se alojaba el oficial asignado a la patrulla de vigilancia de turno encargada de custodiar la isla.
Hasta mediados de década no se permitía acercarse a nadie a menos de 200 metros de la isla. Hoy en día es parte del término municipal de Poyo pero la vigilancia sigue estando a cargo de la Escuela Naval de la Armada en Marín y no se permite el desembarco.[cita requerida]
Los primeros indicios de habitación de la isla se encuentran en la zona más elevada de la isla, donde existen restos de un asentamiento castreño de la Edad de Hierro. En la Edad Media se construyó el monasterio benedictino de Santa María de Gracia fundado por San Fructuoso que se fue derruyendo con el paso de los siglos y del que queda todavía en pie la antigua iglesia monasterial dedicada a San Miguel y la magnífica fuente. Dicho monasterio fue destruido por los ataques del pirata Francis Drake.[cita requerida] En 1865 se establece una leprosería, cuyos restos se conservan todavía hacia el interior de la isla. Existe también un sepulcro antropomorfo medieval.
Tambo estuvo habitado hasta el siglo XVIII por gente proveniente de la vecina parroquia de Combarro (Poio), que siguieron trabajando durante mucho más tiempo las tierras de la isla tras haber abandonado la pequeña aldea que en ella habían establecido. 
En 2022 el Ministerio de Defensa firmó una cesión demanial por 25 años de la isla de Tambo al ayuntamiento de Poio .
Etimológicamente, existe controversia sobre el origen del nombre de la isla. Algunos[¿quién?] lo vinculan a Tálamon, padre de Teucro (fundador mitológico de la ciudad de Pontevedra). Otra versión de la etimología de Tambo indicaría que el nombre procede de "tombo" (túmulo).[cita requerida]